# Zwölferspitze (Stubaier Alpen)
Die Zwölferspitze ist ein 2562 m ü. A. hoher Berg in den Stubaier Alpen in Tirol, Österreich. Der Name des Berges leitet sich davon ab, dass die Sonne (von Neustift im Stubaital aus gesehen) zu Mittag genau über dem Berg steht (vgl. Zwölfer (Bergname)).

## Lage und Umgebung
Die Zwölferspitze erhebt sich zwischen dem Stubaital im Nordwesten und dem Pinnistal im Südosten. Nachbarberg im Nordosten ist, getrennt durch den 2336 m hohen Übergang Zwölfernieder, die Elferspitze (2505 m). Nach Süden hin setzt sich der Grat zur 2661 m hohen Schafspitze und in weiterer Folge in Richtung Südwesten über Kelderer (2694 m), Manteler (2811 m) und Schaufelspitzl (2833 m) zum 3277 m hohen Habicht fort. Die Zwölferspitze ist ein doppelgipfliger Berg, dem Hauptgipfel ist nordwestlich ein einige Meter niedrigerer Nebengipfel vorgelagert, der auch das Gipfelkreuz trägt.

## Wege
Die Zwölferspitze ist von Neustift im Stubaital, von der der Bergstation der Elferlifte-Panoramabahn oder aus dem Pinnistal zu erreichen. Der Normalweg führt vom Zwölfernieder als markierter Steig über den Nordostgrat zum Vorgipfel mit dem Gipfelkreuz, der weitere Verlauf entlang des Grates zum Hauptgipfel ist weglos. Dieser Anstieg erfordert leichte Kletterei im Schwierigkeitsgrad II. Eine weitere Anstiegsmöglichkeit führt weglos über den Nordgrat (II). Von Osten ist der Gipfel  durch die Rinne zwischen Haupt- und Vorgipfel zu erreichen (I).
Der Zwölfer wurde etwa um 1870 von Carl Gsaller erstbestiegen.